# Game Manufacturers Association
Game Manufacturers Association (GAMA) är en ideell handelsförening baserad i Columbus, Ohio i USA. Föreningen verkar för utvecklingen av hobbyspelmarknaden. Föreningen bildades 1977 för att ta hand om Origins Game Expo och tog över Origins-rättigheterna två år senare (1979).
GAMA organiserar två konvent varje år:
- The GAMA Trade Show (GTS) i Las Vegas i Nevada, som riktas till speltillverkare och återförsäljare.
- Origins International Game Expo i Columbus i Ohio där GAMA bland annat delar ut de prestigefyllda utmärkelserna Origins Awards.